# Euphorbia heleniana
Euphorbia heleniana là một loài thực vật có hoa trong họ Đại kích. Loài này được Thell. & Stapf mô tả khoa học đầu tiên năm 1916.